# Listrini
Listrini es una tribu de coleópteros polífagos de la familia Melyridae.

## Géneros
- Adasytes - Asydates - Byturosomus - Calosotis - Cradytes - Danacaeina - Emmenotarsus - Eudasytes - Eutrichilistra - Eutrichopleurus - Holomallus - Listrimorpha - Listromimus - Listropsis - Listrus - Neadasytes - Parasytes - Picolistrus - Pristoscelis - Pseudasydates - Sinolistrus - Sydates - Sydatopsis - Trichochronellus - Trichochrous